# Kamakura-gū
Le Kamakura-gū (鎌倉宮) est un sanctuaire shinto à l'est de la ville de Kamakura, préfecture de Kanagawa au Japon. Le Kamakura-gū est aussi connu sous le nom « Ōtōnomiya » ou « Daitōnomiya » (大塔宮) du nom complet du prince Ōtōnomiya Morinaga (1308-1336).

## Histoire
Le kami du prince Morinaga est vénéré au sanctuaire fondé en 1869 par l'empereur Meiji. Le prince Morinaga est le plus dangereux ennemi politique d'Ashikaga Takauji à Kyoto, et celui-ci le fait donc arrêter sous une accusation mensongère en 1334 et le garde prisonnier dans un premier temps avant de le faire transférer à Kamakura. Tadayoshi, le jeune frère d'Ashikaga, garde Morinage captif pendant neuf mois dans une grotte à l'emplacement de l'actuelle Kamakura-gū. Lorsque Tadayoshi est forcé de se retirer de Kamakura après avoir perdu une bataille face à Hōjō Tokiyuki, il donne l'ordre d'exécuter Morinaga avant de partir. Le prince est décapité le 23 juillet 1335. À présent attraction du sanctuaire, la grotte est creusée dans la pierre sur 4 m de profondeur pour une superficie d'environ 12 m2,.

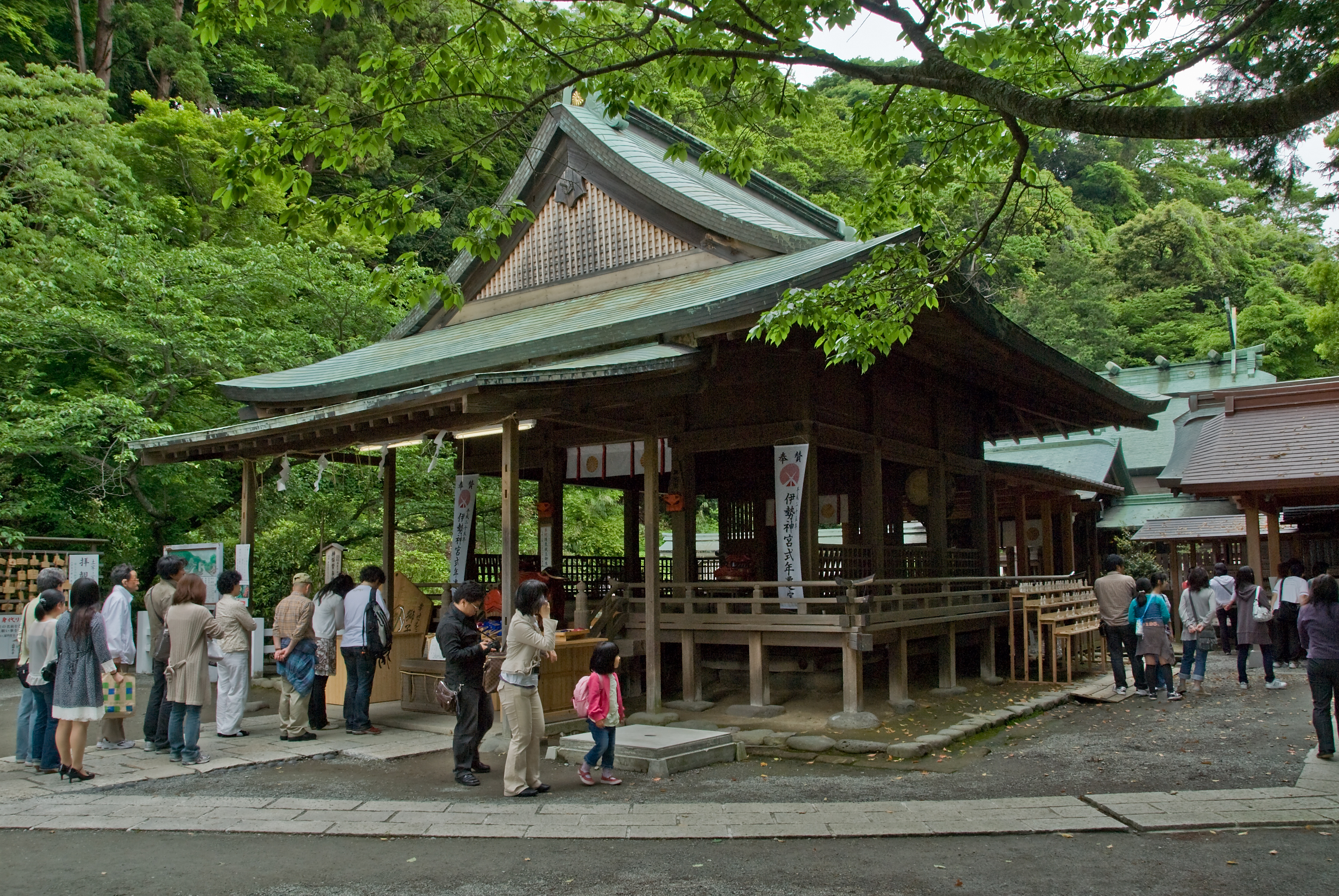
Haiden (bâtiment principal).

Avant la création du sanctuaire, le terrain appartient au Tōkei-ji. Après la proclamation de l'exécution de Morinaga, une de ses sœurs, de désespoir, entre au temple et se fait bhikkhuni (nonne). Elle semble être la vingt-cinquième nonne en chef du temple sous le nom de « Yodo-ni ». Le temple donne le terrain à l'empereur Meiji à condition qu'il fasse construire un sanctuaire.
Le sanctuaire est aujourd'hui un but d'excursion très populaire comme visite à faire pour éviter le malheur et le mal. On peut y prier à cet effet et pour cela acheter un talisman nommé shishi-gashira.
Chaque année s'y déroulent deux grandes célébrations : une représentation nō les 8 et 9 octobre et le rituel de nettoyage du Nouvel An dans les cinq premiers jours de la nouvelle année. Pendant ces cinq jours, l'accès au haiden pour participer au rituel est possible, tandis qu'il reste fermé aux visiteurs réguliers le reste de l'année.

## Le site du sanctuaire
L'entrée du sanctuaire est indiquée par un torii blanc. De là, l'escalier conduit directement au haiden. Derrière celui-ci se trouve le honden dans lequel sont conservés les objets les plus sacrés du sanctuaire et qui n'est pas ouvert au public.
À gauche du haiden et du honden et derrière le sanctuaire se trouve la grotte. Sur la gauche se trouve un sanctuaire souterrain dédié à la dame d'honneur Minami-no-kata. Elle est au moment de la mort de Morinaga enceinte de son fils. Le fils orphelin, placé dans un couvent de la secte Nichiren, est connu sous le nom de « Nichiei ». Le sanctuaire souterrain est construit en 2004.
À l'arrière du honden se trouve la grotte dans laquelle, selon la tradition, Morinaga est emprisonné pendant neuf mois. L'entrée de la grotte est bloquée par une barrière en bois.
À droite près du haiden se trouve un autre sous-sanctuaire consacré à Yoshiteru Murakami (?-1333) qui a perdu la vie dans une bataille à Osaka où il s'est sacrifié pour sauver le prince Morinaga en se présentant comme bouclier humain entre le prince et ses assaillants. Une petite commémoration a lieu en son honneur tous les 20 août.

## Shishi-gashira

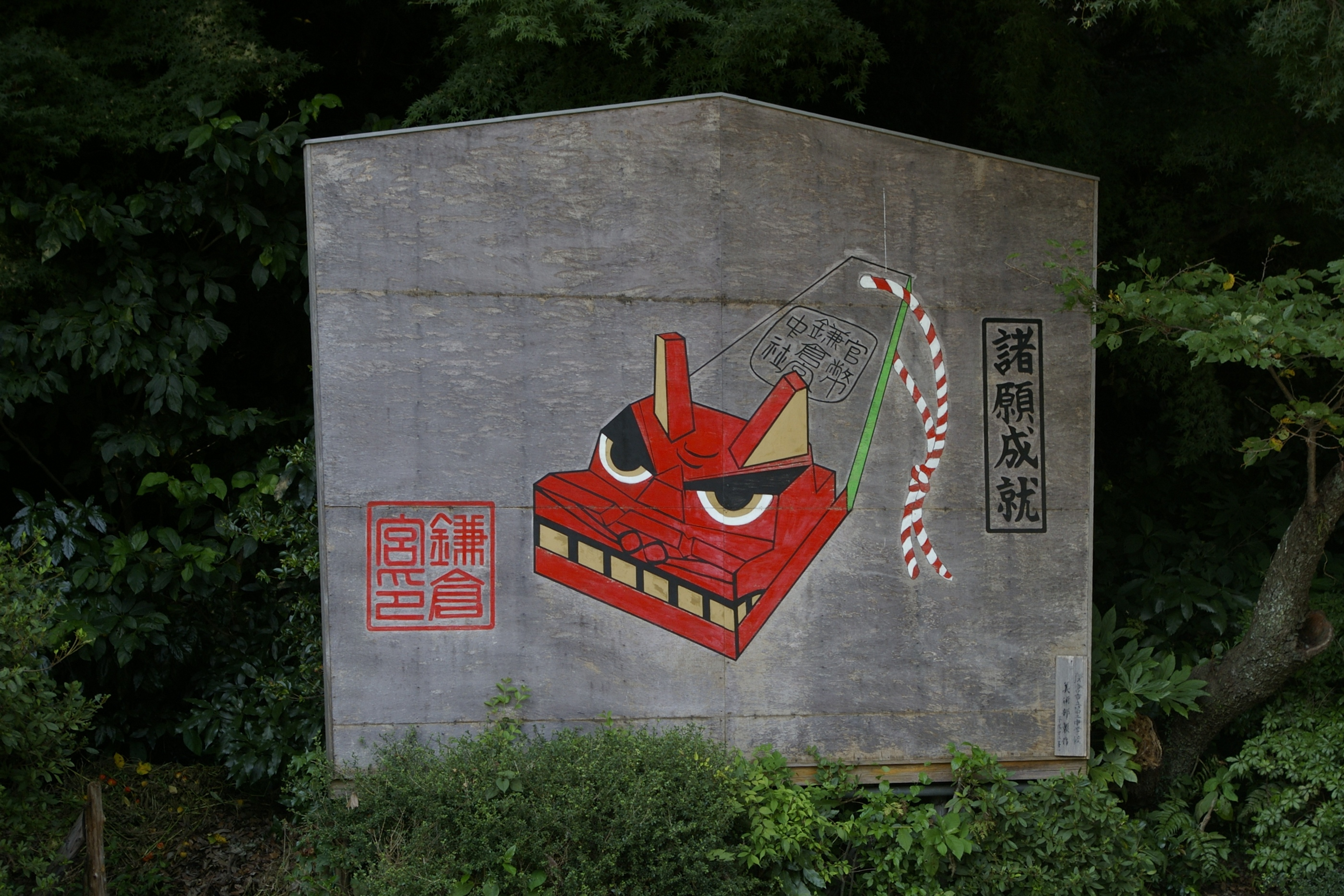
Panneau en bois représentant le shishi-gashira.

Le shishi-gashira est une plaque en bois avec une tête de lion, considéré comme un talisman contre le mal et le malheur. Selon la légende, le prince Morinaga porte un talisman semblable lors de ses batailles. Devant le haiden se trouve aussi une tête de lion en bois avec la gueule ouverte. Elle est censée dévorer le mal.

## Takigi nō
Chaque année, les 8 et 9 octobre ont lieu des représentations de théâtre nō. Le spectacle commence à 19 heures et dure environ 2 heures.
Pour les performances, les lumières électriques sont mises hors tension et l'endroit est éclairé par un feu de bois. Ce type de performance est appelé takigi noh (« bois de feu nō »). L'origine de ce type de nō se trouve au Kofuku-ji dans la préfecture de Nara.
Le spectacle commence par un okina, rituel très formel qui garantit fertilité et longévité.

## Galerie d'images

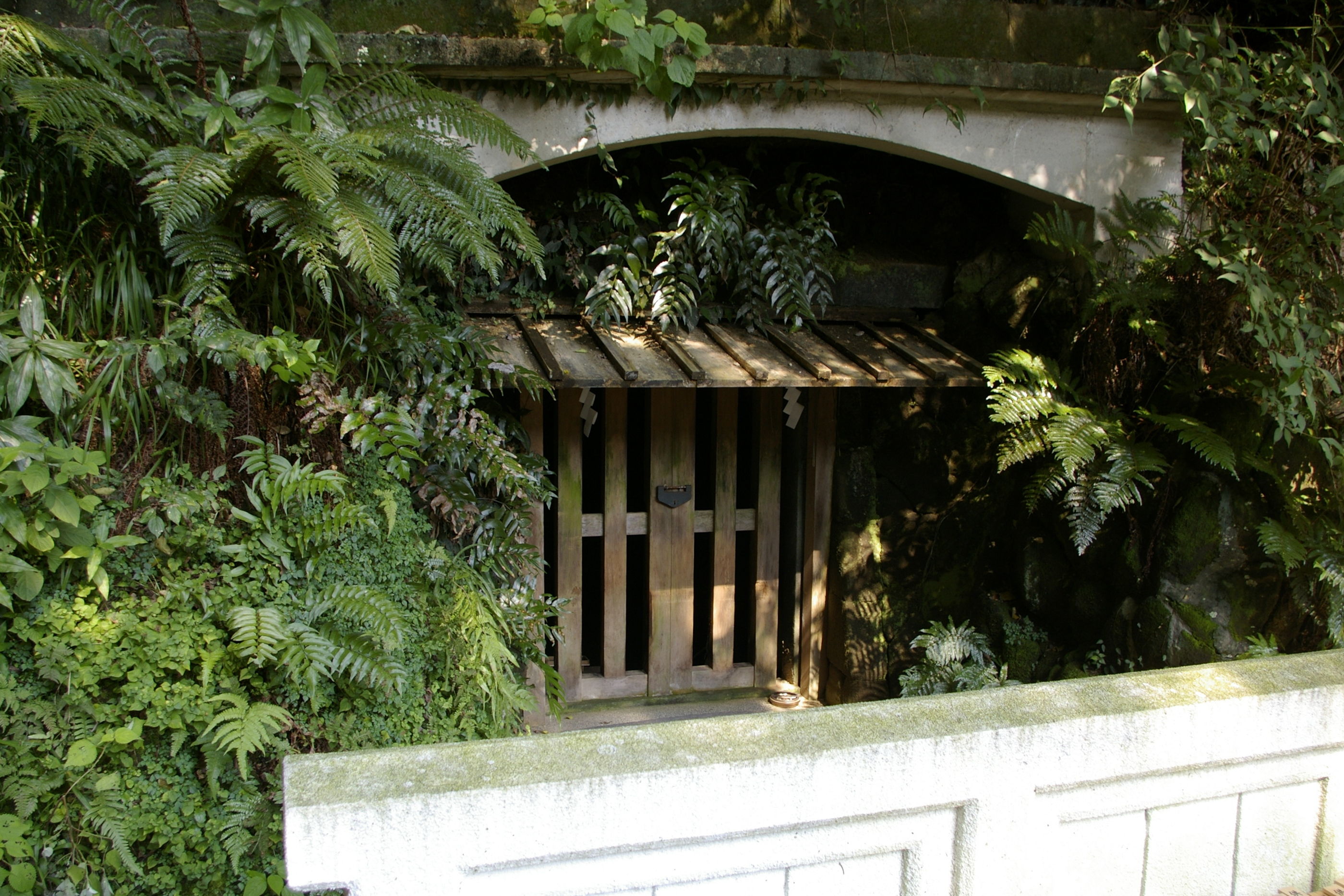
Entrée de la grotte.
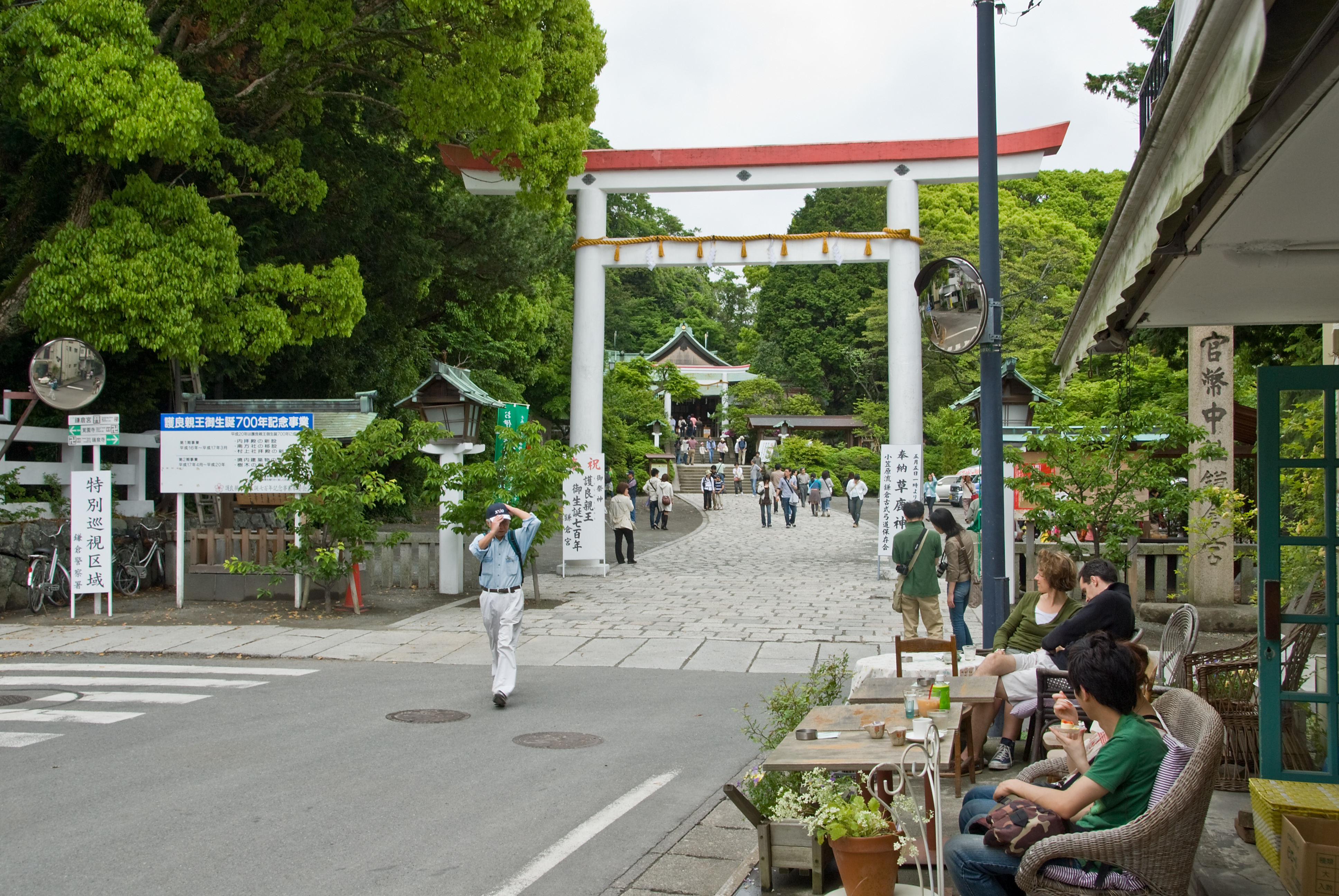
Entrée avec le torii.
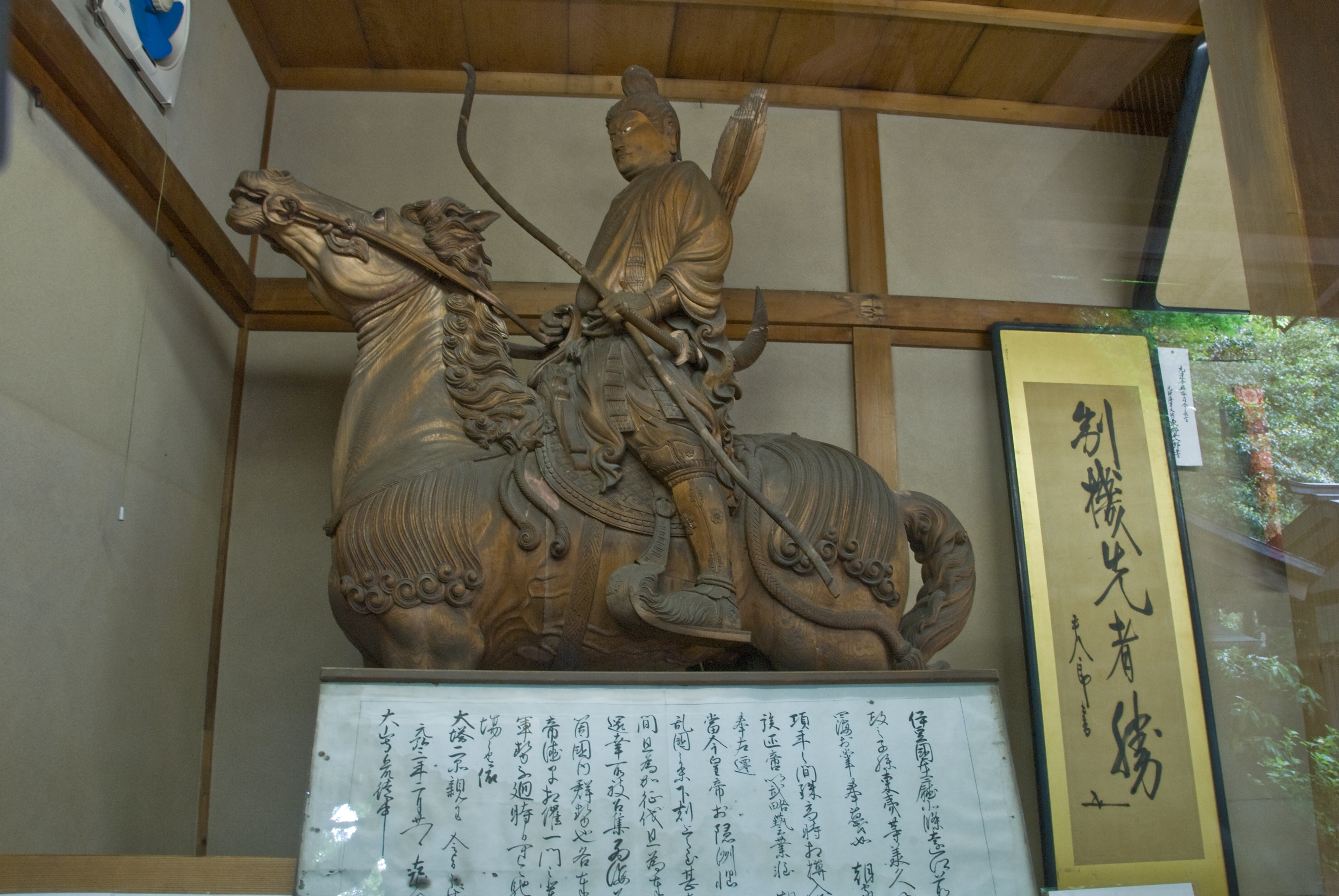
Statue.
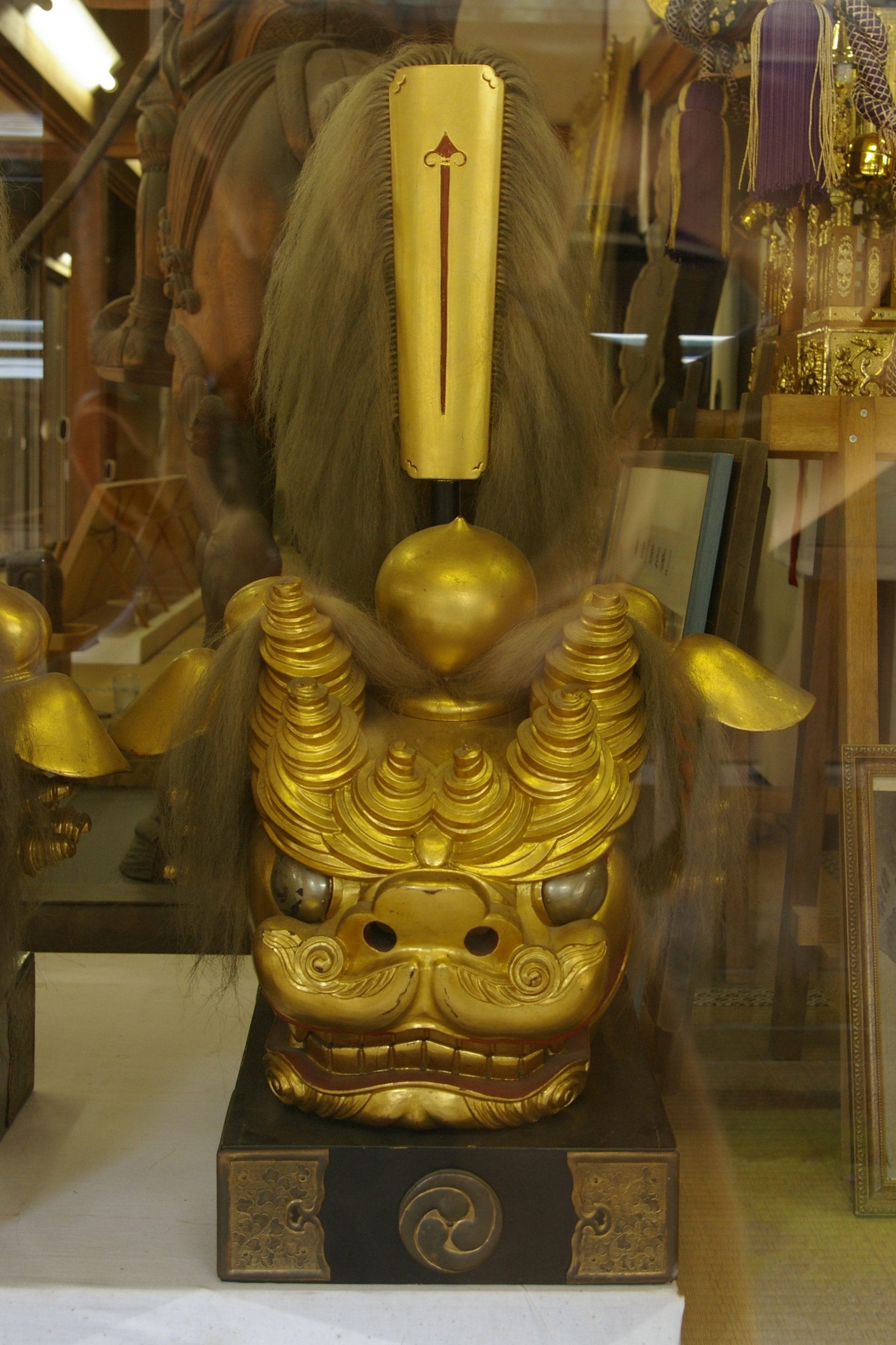
Tête de lion dorée.

## Source
- (en) George Sansom, A History of Japan (3-volume), 2, Charles E. Tuttle Co., 1er janvier 1977 (ISBN 4-8053-0375-1).